# Zonites
Zonites is een geslacht van weekdieren uit de klasse van de Gastropoda (slakken).

## Synoniemen
- Zonites coma Gray, 1843  => Charopa coma (Gray, 1843)
- Zonites coresia Gray, 1850 => Delos coresia (Gray, 1850)
- Zonites helmsi Hutton, 1882 => Phacussa helmsi (Hutton, 1882)